# Piera Degli Esposti
Piera Degli Esposti (Bologna, 12 marzo 1938 – Roma, 14 agosto 2021) è stata un'attrice e regista teatrale italiana.

## Biografia
Formatasi in gruppi sperimentali, si è imposta tra il 1969 e il 1976 al Teatro Stabile dell'Aquila, lavorando con registi come Antonio Calenda (Operetta di Witold Gombrowicz, 1969), Aldo Trionfo (Arden di Feversham di anonimo elisabettiano, 1971) e Giancarlo Cobelli (La pazza di Chaillot di Jean Giraudoux, 1972; La figlia di Iorio di Gabriele D'Annunzio, 1973; Antonio e Cleopatra di William Shakespeare, 1974).
La sua carriera inizia nel Teatro dei 101 diretto da Antonio Calenda, dove muove i primi passi insieme ad altri ragazzi che diverranno pilastri del teatro italiano come Nando Gazzolo e Gigi Proietti. Nel 1966 avviene il suo esordio in TV con uno sceneggiato di grande successo, Il conte di Montecristo. La sua carriera cinematografica inizia invece l'anno successivo con il film Trio per la regia di Gianfranco Mingozzi, a cui seguirà Questi fantasmi di Renato Castellani.
Piera Degli Esposti continua così tra palco, set e TV con Il circolo Pickwick di Ugo Gregoretti e, al cinema, con Medea, diretto da Pier Paolo Pasolini, e Sotto il segno dello scorpione dei fratelli Taviani. Fu compagna per un decenio dell'attore Tino Schirinzi.  I due si erano conosciuti nella stagione 1970-71 al Teatro Stabile d'Abruzzo a L'Aquila recitando un'opera di Alfred de Musset: "Con l'amore non si scherza."
A teatro lavora con registi come Scaparro, Guicciardini, Sequi e Massimo Castri (con quest'ultimo in Rosmersholm di Henrik Ibsen nel 1980). Sempre nel 1980 scrive insieme all'amica di lunga data Dacia Maraini la storia intensa della sua gioventù nel romanzo di grande successo Storia di Piera, divenuto film tre anni dopo per la regia di Marco Ferreri e la sceneggiatura delle stesse Degli Esposti e Maraini, che scriveranno anche il successivo film di Ferreri Il futuro è donna.

Piera Degli Esposti nel film Il decimo clandestino di Lina Wertmüller

All'inizio degli anni ottanta recita per Nanni Moretti in Sogni d'oro e per Cinzia TH Torrini in Giocare d'azzardo. In seguito sarà diretta da Lina Wertmüller che la sceglie per tre suoi film, Scherzo del destino in agguato dietro l'angolo come un brigante da strada, Il decimo clandestino e Metalmeccanico e parrucchiera in un turbine di sesso e politica.
Nel 1986 vince il Nastro d'argento per la sua interpretazione di Teresa in La coda del diavolo, diretta da Giorgio Treves al suo primo lavoro. Allo stesso tempo lavora assiduamente in teatro, recitando in Madre Coraggio, Prometeo e lo Stabat Mater. Nel 1988 è stata invitata a interpretare il ruolo di Venezia nel mediometraggio Biennale Apollo di Sylvano Bussotti prodotto dalla Biennale di Venezia.
Interpreta poi la Badessa nel noto sceneggiato di Salvatore Nocita I promessi sposi del 1989, dal romanzo omonimo di Alessandro Manzoni.
Nel 1996 recita nel film incentrato su Pasolini, Nerolio, diretto da Aurelio Grimaldi. Nel 2001 interpreta Ferreri I Love You e L'ora di religione di Marco Bellocchio, per il quale vince il David di Donatello per la migliore attrice non protagonista. Degli Esposti continua prolificamente a dividersi tra cinema e tv. Per il primo prende parte a film come Il vestito da sposa, Il compleanno e Iltrentasette, per la seconda a fiction come Diritto di difesa. Lavora con Marcello Garofalo in Tre donne morali nel quale veste i panni di un'ex suora ora proprietaria di un cinema porno e con Giuseppe Tornatore nel noir La sconosciuta. Ottiene ottime critiche per entrambe le interpretazioni e per la seconda viene candidata ai Nastri d'argento.
Esordisce alla regia di opera lirica dirigendo Lodoletta di Pietro Mascagni, La notte di un nevrastenico di Nino Rota e La voce umana di Francis Poulenc. Nel 2008 esce nelle sale Il divo di Paolo Sorrentino: in questa pellicola Piera interpreta Enea, storica segretaria di Giulio Andreotti, ruolo che la porta in concorso al Festival di Cannes e che le fa guadagnare un altro David di Donatello. Successivamente è sul set di Maria Sole Tognazzi con il film L'uomo che ama nel quale recita accanto a Pierfrancesco Favino, Marisa Paredes e Monica Bellucci.
Nel 2010 è diretta da Giovanni Veronesi in Genitori & figli - Agitare bene prima dell'uso e da Marco Filiberti in Il compleanno; inoltre gira tre film per la tv: Il mondo di Patty, Mannaggia alla miseria e Donne di Sicilia. Nel 2011 gira a Cagliari, I bambini della sua vita, diretta da Peter Marcias, interpretazione per la quale vince il Globo d'oro alla miglior attrice. Il 25 novembre 2013, in occasione della presentazione al Torino Film Festival del documentario Tutte le storie di Piera sempre diretto da Marcias, riceve il Premio Maria Adriana Prolo alla carriera, conferitole dall'Associazione Museo Nazionale del Cinema.
Nel 2021, nel suo ultimo film Corro da te, remake di un film francese, interpreta un personaggio non presente nella versione originale, scritto appositamente per lei dal regista Riccardo Milani, che le permette così di recitare nonostante la malattia, con i tubicini dell'ossigeno, di cui aveva davvero bisogno.
Il film uscirà dopo la morte dell'attrice.

### Morte
Muore all'ospedale Villa San Pietro di Roma il 14 agosto 2021, all'età di 83 anni, per complicazioni polmonari. La cerimonia funebre laica si è svolta nella sala della Protomoteca in Campidoglio, a Roma. Riposa nel cimitero monumentale della Certosa di Bologna.

## Filmografia

### Cinema
- Trio, regia di Gianfranco Mingozzi (1967)
- Questi fantasmi, regia di Renato Castellani (1967)
- Sotto il segno dello scorpione, regia di Paolo e Vittorio Taviani (1969)
- Candida, dove vai senza pillola? (A Nice Girl Like Me), regia di Desmond Davis (1969)
- Medea, regia di Pier Paolo Pasolini (1969)
- Bisturi - La mafia bianca, regia di Luigi Zampa (1973)
- Fantasia, ma non troppo, per violino, regia di Gianfranco Mingozzi (1976)
- Sogni d'oro, regia di Nanni Moretti (1981)
- Giocare d'azzardo, regia di Cinzia TH Torrini (1982)
- Scherzo del destino in agguato dietro l'angolo come un brigante da strada, regia di Lina Wertmüller (1983)
- La coda del diavolo, regia di Giorgio Treves (1986)
- Don Bosco, regia di Leandro Castellani (1988)
- L'appassionata, regia di Gianfranco Mingozzi (1988)
- Nerolio, regia di Aurelio Grimaldi (1996)
- Metalmeccanico e parrucchiera in un turbine di sesso e politica, regia di Lina Wertmüller (1996)
- Alice dalle 4 alle 5, cortometraggio, regia di Jonathan Zarantonello (2000)
- Hotel Dajti, regia di Carmine Fornari (2000)
- L'ora di religione, regia di Marco Bellocchio (2002)
- Il vestito da sposa, regia di Fiorella Infascelli (2003)
- Giovani talenti italiani, registi vari (2004)
- Corpo immagine, cortometraggio, regia di Marco Simon Puccioni (2004)
- Iltrentasette, regia di Roberto Greco (2005)
- Lettere dalla Sicilia, regia di Manuel Giliberti (2006)
- La donna del Mister, episodio di 4-4-2 - Il gioco più bello del mondo, regia di Claudio Cupellini (2006)
- La sconosciuta, regia di Giuseppe Tornatore (2006)
- Tre donne morali, regia di Marcello Garofalo (2006)
- Il divo, regia di Paolo Sorrentino (2008)
- Principessa, regia di Giorgio Arcelli (2008)
- L'uomo che ama, regia di Maria Sole Tognazzi (2008)
- Giulia non esce la sera, regia di Giuseppe Piccioni (2009)
- Il compleanno, regia di Marco Filiberti (2009)
- L'altra metà, cortometraggio, regia di Pippo Mezzapesa (2009)
- Come si deve, cortometraggio, regia di Davide Minnella (2010)
- Genitori & figli - Agitare bene prima dell'uso, regia di Giovanni Veronesi (2010)
- I baci mai dati, regia di Roberta Torre (2010)
- I bambini della sua vita, regia di Peter Marcias (2010)
- Un milione di giorni, regia di Emanuele Giliberti (2011)
- Pulce non c'è, regia di Giuseppe Bonito (2012)
- Benvenuto Presidente!, regia di Riccardo Milani (2013)
- Cloro, regia di Lamberto Sanfelice (2015)
- Leoni, regia di Pietro Parolin (2015)
- In un posto bellissimo, regia di Giorgia Cecere (2015)
- Banat - Il viaggio, regia di Adriano Valerio (2015)
- Assolo, regia di Laura Morante (2016)
- Fai bei sogni, regia di Marco Bellocchio (2016)
- My Italy, regia di Bruno Colella (2016)
- Orecchie, regia di Alessandro Aronadio (2016)
- Favola, regia di Sebastiano Mauri (2017)
- I santi giorni, cortometraggio, regia di Rafael Farina Issas (2019)
- Anima bella, regia di Dario Albertini (2021)
- Corro da te, regia di Riccardo Milani (2022)

### Televisione
- Ritorna il tenente Sheridan – serie TV, 1 episodio (1963)
- Il conte di Montecristo – miniserie TV (1966)
- Le troiane di Euripide – film TV (1967)
- Vita di Cavour, regia di Piero Schivazappa – miniserie TV (1967)
- Le case del vedovo di George B. Shaw (1968)
- Il Circolo Pickwick di Charles Dickens – serie TV, 3 episodi (1968)
- Diritto di cronaca – film TV (1969)
- Johnny Belinda – Miniserie TV (1969)
- Oplà! noi viviamo di Ernst Toller (1972)
- Aggressione nella notte – film TV (1975)
- Majakovskij di Giuseppe D'Avino (1976)
- L'esercito di Scipione – miniserie TV (1977)
- Il candeliere di A. de Musset (1978)
- Il processo – film TV (1978)
- Il ladro in casa di Italo Svevo (1978)
- L'altro Simenon di George Simenon – serie TV (1979)
- Le diaboliche imprese, trionfi e caduta dell'ultimo Faust di Guido Ceronetti (1980)
- La lunga notte di Medea di Corrado Alvaro (1982)
- Il bell'indifferente monologo di Jean Cocteau (1982)
- Il fascino dell'insolito – serie TV, 1 episodio (1982)
- Delitto e castigo, regia di Mario Missiroli – miniserie TV (1983)
- Il decimo clandestino – film TV (1989)
- I promessi sposi, regia di Salvatore Nocita – miniserie TV (1989)
- La vita che ti diedi – film TV (1991)
- Uno di noi – serie TV, 1 episodio (1996)
- L'inganno – film TV (2003)
- Diritto di difesa – serie TV (2004)
- Mannaggia alla miseria – film TV (2009)
- Atelier Fontana - Le sorelle della moda – film TV (2011)
- Tutti pazzi per amore – serie TV, 70 episodi (2008-2012)
- Ferite a morte – film TV documentaristico (2014)
- Una grande famiglia – serie TV, 22 episodi (2012-2015)
- I delitti del BarLume – serie TV, 1 episodio (2017)
- Che Dio ci aiuti – serie TV, 2 episodi (2019)
- Ognuno è perfetto – serie TV, 6 episodi (2019)
- L'ultima de' Medici – serie TV, 14 episodi (2020)

## Teatro
- 10 minuti a Buffalo (1968)
- Le serve (1969)
- La folle de Chaillot (1970)
- La figlia di Iorio (1971)
- Antonio e Cleopatra (1974)
- Molly cara (1978)
- Caccia al lupo di Giovanni Verga e La morsa di Luigi Pirandello, regia di Tino Schirinzi (1979)
- Madre coraggio e i suoi figli (1986)
- Michelangelo (1986)
- La musica dei ciechi di R. Viviani, regia di Antonio Calenda (1995)
- Rappresentazione della passione (2000)
- Stabat Mater (2002)
- Gino Cornabò (2004)
- Gli asparagi e l'immortalità dell'anima (2005)
- Umorista sarà lei (2006)
- Il mondo di Patty (2010)
- Atena in Eumenidi - teatro greco di Siracusa (2014)

## Riconoscimenti

### Teatro
- Premio Ubu
  - 1979 – Miglior attrice per Molly Cara
  - 1980 – Miglior attrice per Rosmersholm
  - 1992 – Miglior attrice per Madre Coraggio e i suoi figli

- Premio Flaiano per il teatro
  - 2019 – Alla carriera

### Cinema
- David di Donatello
  - 1982 – Candidatura come migliore attrice non protagonista per Sogni d'oro
  - 2003 – Migliore attrice non protagonista per L'ora di religione
  - 2009 – Migliore attrice non protagonista per Il divo
  - 2016 – Candidatura come migliore attrice non protagonista per Assolo

- Nastro d'argento
  - 1989 – Candidatura come migliore attrice protagonista per L'appassionata
  - 2002 – Candidatura come migliore attrice non protagonista per L'ora di religione
  - 2008 – Candidatura come migliore attrice non protagonista per Tre donne morali
  - 2009 – Nastro d'argento speciale
  - 2014 – Premio speciale miglior attrice protagonista nel documentario Tutte le storie di Piera
  - 2016 – Candidatura come migliore attrice non protagonista per Assolo

- Globo d'oro
  - 2011 – Miglior attrice per I bambini della sua vita

- Premio Flaiano
  - 2002 – Miglior attrice protagonista per L'ora di religione

## Opere
- Piera degli Esposti e Dacia Maraini, Storia di Piera, Milano, Bompiani, 1980.
- Piera degli Esposti e Dacia Maraini, Piera e gli assassini, Milano, Rizzoli, 2003, ISBN 88-17-87227-X.
- Piera degli Esposti e Giampaolo Simi, L'estate di Piera, Milano, Rizzoli, 2020, ISBN 978-88-17-14733-0.

## Audiolibri
- La lunga vita di Marianna Ucrìa di Dacia Maraini letto da Piera Degli Esposti, 2011, Emons Audiolibri
- Asparagi e immortalità dell'anima e altri racconti di Achille Campanile letto da Piera Degli Esposti, 2013, Emons Audiolibri